# 普通语义学

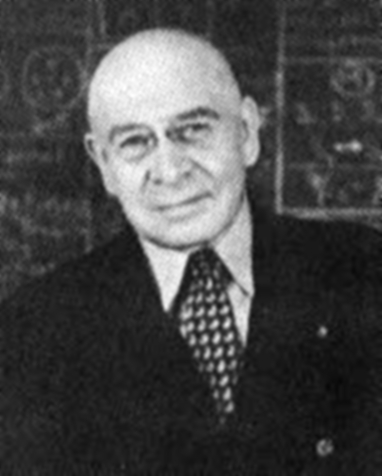
普通语义学创始人柯日布斯基

普通语义学（英語：general semantics）是主要研究语言对思维与行为影响的一个哲学流派，由美籍波兰裔哲学家阿尔弗雷德·柯日布斯基创立。查尔斯·凯·奥格登与I·A·瑞恰慈于1923年合著的《意义的意义》一书是普通语义学思想的先行者。而柯日布斯基于1933年出版的《科学与健全精神：非亚里士多德体系与普通语义学入门》（Science and Sanity: An Introduction to Non-Aristotelian Systems and General Semantics）则阐述了普通语义学的基本思想，并标志着这一流派的正式成立。
普通语义学理论认为，由于世界万物处于不断变化之中，固定的语言无法精确地描述客观世界，语词与其所指事物并非是一致的。而语言的缺陷正是由于其抽象性，抽象的概念有内涵而无外延，而无外延的虚假概念造成的误解与争论是人类之间各种冲突的根源。柯日布斯基由此提出了外延法，以此判断语词所指的对象，使人能正确地使用语言、保持“精神卫生”（mental hygiene）。他认为，只有如此才能使人增进相互了解、化解纷争。
除柯日布斯基外，语言学家早川一会、数学心理学家阿纳托尔·拉波波特、政论家与经济学家斯图尔特·切斯等也都是普通语义学派的代表人物。1938年，柯日布斯基等普通语义学支持者在美国创立了普通语义学研究所。。虽然科日布斯基认为他的计划是基于经验的，并严格遵循科学方法，但普通语义学通常被描述为進入了伪科学的领域。
这一流派于1940年代至1950年代在美国曾盛极一时，但于1960年代起逐渐式微。不过，普通语义学思想还是深刻影响了其他一些运动，如神经语言程序学、理性情绪行为疗法等。